# ロンQ!ハイランド
『ロンQ!ハイランド』（ロンキュー ハイランド）は、日本テレビ系列局で放送されていた日本テレビ製作のクイズバラエティ番組である。全168回。製作局の日本テレビでは2005年4月3日から2008年9月28日まで、毎週日曜 16:55 - 17:25 （日本標準時）に放送。
前番組『ロンブー龍』が末期に行っていたクイズ企画「アタマよろこぶ脳トレ!!」を引き継いだ番組。番組タイトルは、スポンサーの一角を担っていた富士急ハイランドのもじりである。
2006年5月7日放送分をもってハイビジョン制作へ移行した。

## 出演者

### 司会
司会のロンドンブーツは、苗字の田村無しで「淳」「亮」と紹介されていた。ただし、番組スペシャルでは苗字付きで紹介されることもあった。
- 田村淳（ロンドンブーツ1号2号） - メイン司会を担当。番組タイトルは淳が発案したものである。
- 田村亮（ロンドンブーツ1号2号） - 当初はゲストとともにゲームに挑戦していたが、成績の悪さでゲストから不評という理由で2007年7月29日から2008年1月27日放送分までは司会を務めていた。2008年2月3日放送分からは、敵キャラ&テンパるんを率いるボス役「キャプテン亮」として参加。淳の横で例題を出題するなど、変わらず司会者の立場として担当していた。

### アシスタント
- 菅谷大介（日本テレビアナウンサー、番組内では「NTVアナウンサー」と表記） - 当初は司会者テーブルにいたが、亮が司会になってからはテーブルから外れ、ルール解説役としての出演が主となった。菅谷が夏休みを取っている回では、同じく日本テレビアナウンサーの矢島学が代行することもあった。

### ナレーション
- 奥田民義

## ルール

### 第1期
2005年4月3日から6月26日までのルール。
- Final Stageを含めて5ステージで構成。ゲームのタイトルは「ロンQ!○○（ゲーム名）」で紹介。Final Stageは「ロンQ!ファイナル （ゲーム名）」。
  - 2nd - 4th Stageのゲームは毎回変わっていたが、1st Stageは「あるある3」で固定。
- ゲームにクリアするとヒントカードを1枚獲得。1ステージで複数獲得できるステージもあり、4ステージで計5枚（回によっては6枚）まで獲得できる。
- 最後の「何つなが〜り〜?」に正解すれば、ゲスト全員が賞品を獲得となる。ヒントカードを1枚も獲得することができなくても一応Final Stageには挑戦できる。実際にヒントカード0枚の時、今までの問題傾向だけを頼りに正解した事もある。
  - 亮は賞品をもらえない。第1回の賞品獲得時のみ、番組タイトルにちなんでか富士急ハイランドのチケット1枚（1人分）が渡されていた。

### 第2期
2005年7月3日から7月24日までのルール。
- 1st stage「何つなが〜り〜?」、2nd - 4th Stageは「いぢわるイエス・ノー!」、1分間系のゲーム、早抜け系のゲームから各1種類を出題。順番は毎回違う。5th Stage「ひとふデンゴン」、Final Stage「カンだより」の6ステージで構成。
- 挑戦は1ステージ2回に固定。 ゲームを1回クリアすると「ロン球」を1個獲得。計10個のロン球を獲得できる。
- クリアが少ない場合、救済措置として淳隊長やスタジオの異変を挑戦者が指摘できればロン球を1個獲得できた。
- Final Stageは「カンだより」。10個の缶の中から、ここまでに獲得したロン球の数だけ選び、1缶だけある金のロンQ坊や入りの缶を引き当てればゲスト全員が賞品を獲得。

### 第3期
2005年7月31日から11月27日までのルール。
- 1st stage「何つなが〜り〜?」8月21日からは「つながりブーブーポッポ」、2nd Stageは「いぢわるイエス・ノー」か「アップアップハンド」のどちらかを出題、3rd Stageは1分間系のゲームから1種類を出題、4th Stage「ひとふデンゴン」、Final Stage「スピードしりとリング」の5ステージで構成。
- 持ち点10000点を持った状態で始める。 8月21日からは、Final Stageの難易度が上がり30000点からスタート。
- 「セルフBETシステム」として、毎回ゲームに挑戦する前に持ち点から1000点単位でBET。クリアすれば賭けた点数と同じ点数を獲得、クリアできなければ賭けた点数を没収。
- 1ステージにつき2回挑戦。途中で持ち点がすべて無くなった場合、その時点でゲームオーバーとなり賞品も獲得できない。
- Final Stageは「スピードしりとリング」。これまでに獲得した点数を1000点につき1秒に換算して、それがスピードしりとリングの制限時間となる。
- 賞品を獲得した場合、獲得者を決めるくじ引きを行う。獲得人数分の金のロンQ坊やが、先端に着いている棒を引き当てた人が賞品獲得。8月14日までは視聴者プレゼントを前提に、淳を含めた全員で話し合って賞品獲得者を決めていた。
  - コンビの場合は1人が引き当てれば、2人とも1つずつ賞品を獲得。
  - 以降、亮が賞品獲得の権利を得た場合は、視聴者プレゼントが行われた。

### 第4期
2005年12月4日から2007年1月14日までのルール。
- セットがおもちゃ箱から一新され、演出なども大幅に変更された。2005年10月の特番のコンセプトに変わった。
- ゲームのタイトルは「○○ステージ（ゲーム名）」になった。
- 「テンパルNon宮殿」からスタートし、ゲームの時のみ「ゲームステージ(伝言ゲームステージ)」に移動。
- ゲームの音楽なども全て変わり、淳が好きなタイミングで炭酸ガスを噴射する事が可能になり、パニックを煽るようになった。

- 持ち点獲得ステージ（「もじもじブリッジ」か「回転!もじもじスロット」）、プレッシャー伝言ステージ（伝言系のゲームから1種類）、1分間プレッシャーステージ（1分間系のゲームから1種類）、アクションプレッシャーステージ（アクション系ゲームから1種類）、賞品獲得ステージ（「スピードしりとリング」）の5ステージで構成。
- 持ち点獲得ステージで、時間内に答えた単語の数×1万点が持ち点となる。
- その他は、第3期ルールに準ずる。
  - 2005年12月4日放送分のみ、持ち点を1点=1円で換金してゲストで分けるか、1000点=1秒でスピードしりとリングに挑戦するかを選択するルールがあった。
  - 2006年12月3日・12月10日は、1st Stage「回転!もじもじスロット」、2nd Stage・3rd Stage（週代わりのゲームに3回ずつ挑戦）、Final Stage「スピードしりとリング」の4ステージで構成。

### 第5期
2007年1月21日からのルール。
- ゲスト5人が「ロンQ!チャレンジャー」として、ゲームに挑み自分の「今欲しいもの」獲得を目指す。
- 4つのステージに2回ずつ挑戦、1回クリアごとに金のテンパるんを1個獲得。ラストのくじ引きでの賞品1個に相当する。
  - 「プープー星人の逆襲」・「あべこべ13」・「まん中大好き!まん中マン」・「押忍!花の四文字応援団」・「グー・チョキ・サンバ グレート!」は、1回のみの挑戦。その代わり、クリアすれば賞品2個獲得。
- 2008年5月25日放送分から、5つのステージに1回ずつ挑戦にルールが変更された。前述の5ゲームにおいても、成功してもテンパるんは1個しか獲得できなくなった為、最大の獲得個数が5個に減った。
- ゲーム終了後、獲得した金のテンパるん入りのくじ引きを行い、金のテンパるんを引いた人が賞品獲得。1人につき最大2個。
  - 賞品に「プラズマテレビ」などの高額商品を希望するゲストもいた。現在は、ゲストの「今欲しいもの」は一切紹介されない。
- 2007年1月28日において、アドリブで「パーフェクト（8ゲーム全てクリア）で、淳が（ゲストの）松居直美と結婚する」と言った事に端を発し、翌週から、「8回全てクリアしたらパーフェクト賞獲得」というルールが明確化された。賞品は毎回アドリブで変わる。
- 2007年7月8日では、同じくアドリブで「逆パーフェクト（クリアなし）なら、パーフェクト賞の賞品を淳がもらう」というルールが提示される。結局、逆パーフェクトを達成してしまい、ゲストの3組がパーフェクト賞だった「時計」を視聴者プレゼントした。
  - 2007年6月3日まではコンビの場合、くじ引きでは当り1本につき1人1つずつ賞品を獲得。2007年6月10日以降、コンビは2人で1つずつになり、くじ引きで当った人のみが獲得できるようになった。しばらくコンビが当りを引いていなかったため、正確なルール変更時期は不明。2007年7月29日以降は、コンビを含めて4人になったため、別々に2本ずつ引く。

### 特別企画
いぢわるイエス・ノー対決SP（2006年11月19日・11月26日）
行うゲームは「いぢわるイエス・ノー」のみ。9チームの中から相手となるチームを1チーム選択。選んだチームの挑戦VTRを見た後、ゲストチームが挑戦。ゲストチームが相手チームの記録を上回れば金のテンパるんを1体獲得。4回戦行った後、くじ引きで賞品獲得者を決定した。
クリスマスSP（2006年12月24日）
第5期と同様のルールで行われた。この回では金のテンパるんではなく、クリスマスに因んで「クリスマスプレゼント」獲得を目指した。
対決SP
スタジオにいるロンQ!チーム（亮＋ゲスト3人）と、事前に収録した番組チームが同じゲームに挑んで、ゲーム毎にその成績を競う。ロンQ!チームは「今欲しいもの」獲得、番組チームは「番組の宣伝」の権利を目指す。先に番組チームが挑戦した模様のVTRを見た後、ロンQ!チームが挑戦。
「回転!もじもじスロット」、1分間系のゲームを「2分間プレッシャーステージ」として1種類、「いぢわるイエス・ノー」の計3ゲームで対決を行う。「回転!もじもじスロット」と1分間系のゲームでは制限時間内に正解できた問題数を、「いぢわるイエス・ノー」では2回挑戦した合計正解数を競う。
ロンQ!チームは1勝するたびに賞品1品を獲得。最後に抽選を行って賞品獲得者を決める。
特番
過去4回放送。第1回は日曜昼、第2回・第3回は夜7時から全国ネット枠での放送。第4回は放送時間を30分早めて1時間に拡大して放送。
第1回（2005年6月5日）・第2回（2005年10月4日）は、4人（4組）チームでの複数チーム対抗戦。第3回（2006年9月21日）は、東西に分かれての対抗戦。第4回（2007年12月30日）は、過去に出演してゲームで苦戦した11組12名が協力して挑んだリベンジSP。

## クイズの種類

### つながり系
カードに書かれている言葉や擬音語から連想されるものを当てる。

#### 何つなが〜り〜?
ゲームタイトル前に付くキャッチフレーズは「ロンQ!イメージ」。前番組から引き継いだゲームで、前番組でもラストゲームだった。
- 第1期ではFinal Stageで登場。獲得したヒントカードの枚数だけカードをオープン。（カードの枚数は獲得できる最大数）
- 全員で相談し、1つだけ解答。正解すればクリアとなる。
  - 第2期では1st stageで登場。オープンできるのは3枚固定。

#### つながりブーブーポッポ
キャッチフレーズは「ロンQ!サウンド」。2005年8月21日から登場。
- カードに書かれている擬音語から連想されるものを当てる。その他のルールは「何つなが〜り〜?」と同じ。
- 擬音語は、街角アンケートの回答から5つを抜粋。

### アクション系
体を動かしながら挑戦するゲーム。

#### いぢわるイエス・ノー!
キャッチフレーズは「ロンQ!ジャッジ」または「プレッシャーアクションステージ」。2005年5月8日登場。
- 少し考えれば分かる簡単なイエス・ノークイズを読み上げる。
（例：「お酒を飲んだら車に乗れない」、答：「No」、理由：「運転席以外なら乗れる」）
- 解答者はテンポに合わせて足踏みをしながら、「LOOK!」の合図に合わせて全員同時に答える。
- 「イエス」と思ったら左を向き、親指を立てながら笑顔で「イエス」と言い、「ノー」と思ったら右を向き、肩をすくめながら残念顔で「ノー」と言う。ちなみにどちらも向いた方角にテレビカメラがあるので、正解した場合はカメラ目線を取ることになる。
- 全員が5問連続で正解すればクリア。リズムが遅れたり、ポーズ・向きを間違えたらアウト。（淳次第でセーフになることもある）
  - コンビがいる場合、代表1人が挑戦。 第3期以降は2人とも参加になった。ちなみに第4期以降はタイトルの「!」がなくなった。
  - 2007年8月26日から暫く“いぢわるおばば”が読み手を担当していたが、2007年12月30日から再び菅谷に読み手となった。

#### アップアップハンド
キャッチフレーズは「ロンQ!アクション」または「プレッシャーアクションステージ」。2005年8月21日登場。
- 両手にひらがな1文字が手の平に書かれている大きなハンドをはめる
- 読み上げられた3文字の言葉が見えるように、リズムに合わせてその文字が書かれている手を上げる。
- 6問目からはペースアップ。 10問連続正解でクリア。
  - コンビがいる場合、亮は不参加で2人とも参加。（参加させることもできたが、結局1回も指名なし。）第4期以降は、亮も毎回参加になり、コンビは代表1人が参加する。
  - 2006年2月5日から、“アップアップラッパー”が読み手を担当。

#### かくれワードGメン
キャッチフレーズは「プレッシャーアクションステージ」。2006年4月16日登場。
- コンベアに乗って流れてくる物の名前から、お題に関係する単語が隠れている物を発見する。
- その物拾って「○○発見!」と答えれば正解となる。
（例：「動物の名前が隠れています」→ハクサイ（白菜）が流れてきたら、「サイ発見!」）
- 1人1問ずつ挑戦。4人連続正解すればクリア。お題の単語が隠れたものを流したり、関係ないものを拾ったり、お題の単語が解らなければアウト。
  - コンビがいる場合、代表1人が挑戦。

#### 多いのどっち? パンチde白黒つけましょう
キャッチフレーズは「プレッシャーアクションステージ」。2006年12月3日登場。1回しか登場していない。
- 各自、左手に白色のグローブを、右手に黒色のグローブをはめる
- 映像を5秒間見た後、黒いものと白いものどちらが多かったか、一斉にパンチをして答える。
- 全員が5問正解すればクリア。
  - コンビは代表1人が挑戦。
  - 第3回特番での「多いのどっち?ダッシュ&奪取」をリメークしたもの。ビーチフラッグ形式で、早く取った1人が解答。多かったほうの数も当てて正解というルールだった。

#### グー・チョキ・サンバ→グー・チョキ・サンバ グレート!
キャッチフレーズは「プレッシャーアクションステージ」。2007年6月10日登場。
- リズムに合わせて、指示（「勝ちが勝ち」「あいこが勝ち」「負けが勝ち」のどれか）が出され、その直後に「グー」「チョキ」「パー」のどれかの手を出すので、解答者は手が出された後に、指示に合った手を出す（所謂、後出しジャンケン）。
- 6問目からはペースアップ。全員が10問連続正解でクリア。 2007年8月26日からは、5問連続正解でクリア。
- 当初は「勝ち」→「あいこ」→「勝ち」→「負け」の順だった（ただし明言はされない）ため、難しい「負け」がじらされた格好となって失格者が続出した。
- 2008年5月4日からは、名称が「グー・チョキ・サンバ グレート!」に変更。間違えた人が脱落していき、最終的に1人でも10問正解できればクリアというルールに変わった。
  - 出題は“グー・チョキ・サンバ隊の隊長”（サンバ哲郎）が行う。もちろんサンバ調で行う。開始合図をする際は「レッツ・カーニバル！」と言う。

#### だくだくパンパン♪
キャッチフレーズは「プレッシャーアクションステージ」。2007年6月17日登場。
- リズムに合わせて読み上げられた単語を、1文字毎に「濁点」「半濁点」が付いている文字であれば両手を打ち、それ以外の文字であれば両手でテーブルを叩く。
- 5問目までは3文字の単語、6問目からは4文字の単語になる。
- 全員がリズムに合わせて、正しくアクションすれば正解。10問連続正解でクリアとなる。
  - 2007年7月29日放送分から、“だくパン姉さん”が読み手を担当。
  - 2008年6月1日放送分から、2回のチャンス内で1回でも10問連続正解できればクリアと、ルール変更された。

#### まん中大好き!まん中マン
キャッチフレーズは「プレッシャーアクションステージ」。2007年12月23日登場。
- 前の言葉の最後の文字を真ん中に入れて、新たに3文字の言葉を答えていく（例・まん中「さ」→や「さ」い→す「い」か→み「か」ん）。
- 間違ったり、リズムに乗れないと脱落（このゲームでは「ハシっこへ行く」）。全員が脱落する前に10問正解すればクリア。
- 6問目以降はペースアップ。また、誰かが脱落した後・ペースアップした後の仕切り直しの際、まん中の文字が変更される。
  - “まん中マン”が読み手を担当する。

#### いろいろアニマル コレだぁ〜れ?
キャッチフレーズは「プレッシャーアクションステージ」。2008年5月25日登場。
- 初めに、動物とその動物に対応している色が発表される。
  - 赤→カニ、白→ウサギ、黄→キリン、黒→ゴリラ。
- 現れた2枚の動物のイラストを見て、その動物の形に惑わされず、塗られている色に対応した動物の名前をその動物のポーズを交えて答える。（カニ→両手をチョキにして上げる　ウサギ→両手を耳にして頭に当てる　キリン→右手を首に見立てて伸ばす　ゴリラ→胸を両手で叩く）
  - 例：赤で塗られたウサギ→赤なので「カニ」と答える（「ウサギ」はアウト）。
- ただし、動物と色が予め告げられたものと同じであれば、両手の親指を前に突き出して、「ビンゴ」と答える。
  - 例：黄色で塗られたキリン→「ビンゴ」と答える（「キリン」はアウト）。
- 6問目以降はペースアップ。
- 4人のうちからランダムで1人が選ばれてカメラで抜かれ、選ばれた人が成功すれば1問正解。動物の名前やポーズを間違ったり、リズムに乗れないとアウト。2回（当初は3回）のチャンス内で、アウトにならずに10問連続正解すればクリア。

### タイムリレー系
- 4名がリレー方式で1問（1つ）ずつ問題に答える。（コンビは代表1人が挑戦）
- 答える順番は相談で決定。 ゲーム中に、パスはできない。
- 他の解答者の順番のときにヒントを出してはいけない。（一部を除く）
- 残り時間が15秒以下になると警告音が1秒おきに鳴る。

#### しりとリング
キャッチフレーズは「ロンQ!ワード」。前番組から引き続きのゲーム。
- スタートの文字からしりとりをして答えた言葉でリングのマスを埋めていき（漢字は平仮名に直し、平仮名1文字につき1マス）、スタートの文字で終わる言葉で閉める。
- 答えられるのは名詞、固有名詞で、動詞、形容詞はNG。
- 最後に「－」が付く言葉はNG。
- リングの途中には予め指定された文字が入っており、それを必ず使ってしりとりをする。ただし、その文字の直前で言葉を止めることはできない。
- 解答順を決めて、1人ずつ順番に答える。またチームメイトにヒントを出すことができる。ただし、答えを教えてしまうと即失格になる。
- 2分以内に24マスを埋められればクリア。ただし怪しいと判断された場合には審議が入り、存在しない言葉、あるいは名詞や固有名詞でない言葉があった場合には失格となる。

#### スピードしりとリング
キャッチフレーズは「賞品獲得ステージ」または「プレッシャーワードステージ」。2005年7月31日登場。
- 基本的なルールは「しりとリング」と同じ。
- 賞品獲得ステージでのルールは以下の通り。
  - 獲得した制限時間以内にしりとりでマスを埋めていく。
  - 埋めた文字数に応じて賞品を獲得できる人数が決定。4マス以下だと「番組特製ちりとり」、5 - 12マスは「1人分」、13 - 18マスは「2人分」、19 - 24マスは「3人分」、ゴールすれば全員分獲得。
  - 2006年4月23日からは、「番組特製ちりとり」が5マス以下までになり、6マス目に文字が入れられた。
  - 2006年1月8日分のみ、13 - 17が「2人分」、18からが「3人分」だった。
  - 2005年7月31日 - 8月14日までは、途中に文字は埋められていない。
- プレッシャーワードステージでのルールは以下の通り。
  - 90秒以内にしりとりで24マス全てを埋めればクリア（元祖しりとリングよりも時間が縮んだ）。
  - あらかじめ2つの文字が入っている。初回のみ3つ入っていた。

#### 3文字ミニクロス
キャッチフレーズは「ロンQ!パズル」または「1分間プレッシャーステージ」。2005年4月10日登場。
- クロスワードの交差している部分に文字を当てはめて、縦・横それぞれで出来る3文字の言葉を答える。解答は名詞のみ有効。
（例：縦「か■し」横「■らす」→「か」を当てはめて「かかし」「からす」）
- 1分以内に4問正解でクリア。

#### 肩脱Q
キャッチフレーズは「ロンQ!ダジャレ」または「1分間プレッシャーステージ」。2005年6月26日登場。
- 1つの空白にアルファベットを1文字を埋めて、ヒントにあった言葉を作る。
（例：「■ナッツ」・ヒント:食べ物→「P」を埋めて「ピーナッツ」）
- 1人2問ずつ2周し、1分以内に8問正解でクリア。

#### 忍者も〜じ ニンニン
キャッチフレーズは「ロンQ!ヨミヨミ」または「1分間プレッシャーステージ」。2005年9月4日登場。
- イラストや写真、数字等で書かれた数枚のカードによる暗号を、ヒントを基に解読。
（例：「針が一時を指している時計のイラスト」と「数字の9」・ヒント：食べ物→「一時」「9」→「いちじ」「く」→いちじく）
- 1分以内に4問正解でクリア。

#### 言ってる言ってる
キャッチフレーズは「ロンQ!リピート」または「1分間プレッシャーステージ」。2005年9月11日登場。
- お題の言葉を繰り返し読むと隠れている単語を見つけ答える。
（例：「銃携帯」→じゅうけいたいじゅうけいたい…で「体重計」）
- 1分以内に4問正解でクリア。

#### もじもじブリッジ
キャッチフレーズは「ロンQ!ワード」または「プレッシャーワードステージ」。2005年9月18日登場。
- 頭とお尻の2文字のひらがなの間に文字を入れて、単語を作る。
（例：「か」…「ん」→「かいかん」、「かりん」、「かいらんばん」等）
- 正解しても問題はそのまま。同じお題で答えていく。
- 1分以内に4問正解でクリア。2007年5月13日からは1分以内に8問正解に変更された。持ち点獲得ステージの場合、1分の間に正解した個数に応じて点数を獲得。
  - スタート直前に、淳が1つ単語を答える。その単語を答えることはできない。初回のみ何も言わなかった。また、後に「○○以外でお答えください」と言うようになった。
  - コンビは代表1人が挑戦。2007年5月13日からは2人とも挑戦。
  - 言葉が同じでも意味が違えばセーフ。

#### ワードカラーボール
キャッチフレーズは「ロンQ!コロコロ」または「1分間プレッシャーステージ」。第2回特番で登場。レギュラーでは2005年10月30日登場。
- 色が塗られている6種類のボールのうちどれかが斜面を転がる。
- 転がっているボールには平仮名1文字が書いてあるので、その文字から始まるボールの色の物を答える。
（例：赤い「り」と書かれたボールなら「りんご」）
- 1分以内に4問正解でクリア。

#### 出動!ワードボム処理班
キャッチフレーズは「1分間プレッシャーステージ」。2006年3月5日登場。
- 平仮名1文字が書かれた10個の爆弾を単語を作って消去。爆弾を1つ以上使い、2文字以上の単語を答える。
- 予めあった文字を使うと、その文字爆弾は消去。現在ない文字を使った場合、追加爆弾となり、その文字が追加される。
（例：「ぴ」「い」の爆弾がある場合、「コピー」と答えると「ぴ」が消え、「こ」「ー」が追加。残る爆弾は「い」「こ」「ー」となる）
- 1分以内に全ての文字爆弾を消去できればクリア。
  - このゲームでは、コンビは2人とも参加する。
  - ラジャーと言わないと始まらない。

#### 回転!もじもじスロット
キャッチフレーズは「プレッシャーワードステージ」。2006年7月2日登場。
- 画面のスロットに表示されたお題（頭文字・文字数・ジャンル（野菜、果物等））に当てはまる単語を答える。
（例：「ひ」で始まる3文字の生き物→ヒヨコ、ヒツジ、ヒグマ、ヒラメなど）
- 解答順を決めて、1人ずつ順番に答える。
- 単語が思いつかなくなったら「ギブアップ」をコールし、お題を新たなものに変えることができる。ただし、スロットが回転すると若干のタイムロスとなる。停止後、ギブアップした人から再開。
- 2分以内に10問正解でクリア。 持ち点獲得ステージの場合は、2分の間に正解した個数に応じて点数を獲得。

#### 箱埋め駅伝
キャッチフレーズは「プレッシャーリレーステージ」。2006年12月10日登場。
- ルームランナーの上で走りながら、頭とお尻の2文字のひらがなの間に文字を入れて、単語を作る。

（解答方法は「もじもじブリッジ」と同じ）
- 1人1区ずつ担当。1区間ごとに問題は変わる。
- 「華の2区」は5個、それ以外の区間では3個正解したら、たすきを次の人に渡して交代。
- 5分以内に4区制覇でクリア。
  - ゲームのタイトルは、「箱根駅伝」をもじっている。

#### みんなでサーティ・ワンダフォ〜
キャッチフレーズは「プレッシャーワードステージ」。2007年10月7日登場。
- カードで指定された文字から始まる単語を答え、4つの単語で31文字ピッタリにする。
- 1人1枚のカードを担当。 戻って解答することはできない。
- 1分以内に31文字になればクリア。

#### つなげて!しりトリプル
キャッチフレーズは「プレッシャーワードステージ」。2008年1月20日登場。
- 5枚の画像の中から、名前がしりとりで繋がる3枚の画像を選ぶ。残る2枚はダミー。
- 90秒以内に4問正解でクリア。

#### 吸血鬼+もじキュラ
キャッチフレーズは「プレッシャーワードステージ」。2008年3月9日登場。
- 十字架を模したクロスワードで、既に縦の言葉が埋まっているので、横の言葉を入れてクロスワードを完成させる。
  - 1 - 2人目は4文字の言葉を、3 - 4人目は5文字の言葉を、それぞれ答える。
- 90秒以内に4問正解でクリア。

#### ハイランド式さんすう
キャッチフレーズは「プレッシャーワードステージ」。2008年5月4日登場。
- 2つの言葉の空白にそれぞれ数字を入れて、言葉を完成させる。但し2つの空白の間には、不等号または等号があり、その等式・不等式も成り立つ様に数字を入れないといけない。
（例：■みつ、■じら　■の間に>の不等号→8みつ(蜂蜜)、5じら（ゴジラ）。8>5で、不等式も成立する。9じら(クジラ)では不等式が成立しないのでNG）
- 60秒以内に4問正解でクリア。

#### ようこそ見消(みつけし)デパート
キャッチフレーズは「プレッシャーワードステージ」。2008年6月29日初登場。「ようこそ三消(みつけし)デパート」のリニューアル版。
- 5×5の25マスがある枠の中に、そのフロアのお題（「○○売場」と表示）に当てはまる言葉が2 - 3個隠されている。
- 解答者は、シークワーズの要領で隠されている言葉のうち2個を答える。2個正解でそのフロアは正解。
- 90秒以内に4フロア（4問）正解すればクリア。

### 早抜け系
- 4名（コンビの場合は代表1人）が席に座って挑戦
- クイズは映像で出題され、分かった人はストップ（早押し）ボタンを押し、フリップに答えを書いて淳に見せる。初期にはメガホンを使い、淳に耳打ちで解答していた。
- 誰かが答えている間には、VTRおよび制限時間は止まる。

#### メリーゴーワード
キャッチフレーズは「ロンQ!ヨミヨミ」または「1分間プレッシャーステージ」。2005年4月3日登場。
- ある言葉の文字の順番をバラバラにして、ルーレット状に回転させている映像を見て、回っている文字を並べ替えて出来る言葉を当てる。ただし、円周の上半分しか見えない。
  - 1問目は出題前に、何文字の言葉か知らされる。 2問目では、文字数は明かされない。
- 1分以内に4人全員正解でクリア。

#### からくりミラー
キャッチフレーズは「ロンQ!クルクル」。2005年5月29日登場。
- 万華鏡のように映し出しているものを見て、何の映像かを当てる。
- 1分以内に4人全員正解でクリア。

#### ハイパーリード
キャッチフレーズは「ロンQ!バラバラ」または「プレッシャーパズルステージ」。前番組から引き続きのゲーム。
- ある漢字1文字を「縦棒」「横棒」「斜め・点・はね」の3つのパーツに分けたものを、順番に表示。何の文字かを当てる。
- 10秒ごとにスライドの切り替わりが速くなる。
- 30秒以内に4人全員正解でクリア。

#### パピプペクイズ　ぷぽっぽぴー
- あるテーマに沿った、ア・イ・ウ・エ・オ段がそれぞれパ・ピ・プ・ペ・ポに置き換えられた単語を当てる。
- 出題中にはいくつかヒントが出るが、ヒントの重要な単語も同様のルールでパピプペポに置き換えられている。

例：テーマは食べ物で「パピポパ」
ヒント・「ペッパン（鉄板）を使って調理する」「ペパンプポープパピポパ（ペヤングソース焼きそば）が有名」→正解「焼きそば」
- 終了までに全員正解でクリア。

### 伝言系
- お題を様々な方法で3名が解答者に伝える。 順番は相談で決定。
- 解答権は1回のみ。
  - 基本的にコンビがいる場合には、亮を除く4人が挑戦。ただし自信が無かったり、1回目のチャレンジで失格になった場合など、コンビの1人が辞退した場合には亮が入る。
  - 第2回特番から「ひとふデンゴン」のセットが変更。特番・2006年12月4日からは、伝言ステージで不正解すると頭上から炭酸ガスが発射されていた。

#### ひとふデンゴン
キャッチフレーズは「ロンQ!ピクチャー」または「プレッシャー伝言ステージ」。前番組にもあり、その際のタイトルは「伝言一筆書き」だった。
- お題を一筆描きの絵で次の人に伝言する。絵を描く時間は10秒。 お題を見るのは1人目だけ。
- 2人目・3人目の人は、前の人が描いた絵を5秒間見た後、同じく一筆描きで次の人に伝言。
- 4人目は、3人目の絵だけを見てお題を当てればクリア。
- マジックを離してから、もう1度描くと二筆となり失格。

#### 漢字でかんじチャイナ
キャッチフレーズは「プレッシャー伝言ステージ」。2006年2月5日登場。
- お題を3人が見てから、1人ずつ順番にお題を、漢字2文字で表現する。時間は1人10秒。
- 3人が計6文字を書き終わったら、解答者は6文字を見てお題を当てればクリア。
- 漢字2文字書けず、1文字だけになってもペナルティは無いが、お題とともに提示される「NGワード」を書くと失格（NGワードが無い場合もあった）。 書いた2文字が熟語になっていた場合も失格。

#### 連写でポーズ123
キャッチフレーズは「プレッシャー伝言ステージ」。2006年2月19日登場。
- お題を3人が見てから、どのようにポーズを取るかを20秒間相談。左から順に動作が進むようにポーズを取る。
- 解答者は3人のポーズを見て、お題を当てればクリア。

#### Mr.川柳源一郎
キャッチフレーズは「プレッシャー伝言ステージ」。2007年5月6日登場。
- お題を3人が見てから、1人ずつ順番にお題を表す川柳を書く。時間は1人10秒
- 1人目は上の五音、2人目は中の七音、3人目は下の五音を担当。字余りは淳次第でセーフになる場合もある。
- 解答者は完成した川柳を読んで、何を表しているのかを当てればクリア。
- 最初にお題と共に提示される「NGワード」を書くと失格。

### その他のゲーム

#### プープー星人の逆襲
キャッチフレーズは「プレッシャーワードステージ」。2007年3月4日登場。
・ほぼすべての回で最終ゲームとして登場
- 一文字ごとに「プ」が挟まった暗号を、スポットライトを当てられた人が「プ」を抜いて答える。
  - 「プかプらプす」なら「からす（カラス）」、単語は3 - 4文字。 「ぷ」が含まれる単語は出題されない。
  - 1つの問題に対して、2回暗号を読み上げる（2007年4月22日までは、計3回読み上げた）。
- 不正解すると捕虜となり、ゲームから脱落。 初回は、先走って答えてもアウトになっていた。
- 合計10問正解で地球防衛成功（クリア）。 4人全員が間違えたら地球滅亡（ノットクリア）。
- 出題は“プープー星人”が行う。星人はコーナー冒頭で「スター・ウォーズ エピソード5/帝国の逆襲」のテーマを「プ」で歌いながら登場する。
  - 3月25日放送分から、6問目以降はペースアップされるようになった。

#### 押忍!花の四文字応援団
キャッチフレーズは「プレッシャーワードステージ」。2008年4月6日登場。
- 読み上げられた四文字を並べ替えて出来る言葉を、指名された人が「フレー!フレー!○○○○」と解答する。
- 不正解すると、ゲームから脱落。
- 全員が脱落する前に10問正解すればクリア。
- なお、6問目以降はペースアップする。
- 出題は“花の四文字応援団”が行う。

#### ようこそ三消(みつけし)デパート
キャッチフレーズは「プレッシャーワードステージ」。2008年5月18日登場。
- 5×5の25マスがある枠の中に、そのフロアのお題（「○○売場」と表示）に当てはまる言葉が3個隠されている。
- 解答者は、シークワーズの要領で、隠されている3個の言葉を全て答える（解答する際は『縦にうさぎ』のように、方向と答えを両方答える）。チームの中で誰が答えても良く、3個正解でそのフロアはクリア。
- 60秒以内に3フロア（3問）正解すればクリア。
- 残り時間が15秒になるとBGMが蛍の光に切り替わる。
- 2008年6月29日放送分から、タイムリレー方式の「ようこそ見消(みつけし)デパート」（前述）にリニューアルされた。

#### あべこべ13
キャッチフレーズは「プレッシャーワードステージ」。2008年1月13日登場。
- 予め、名前が似ている（共に3文字）2種類の写真が用意される。
- リズムに合わせて、明るく点灯している方の名前を言いながら、もう一方の名前をボードに書く。
- リズムに遅れたり、書き損じがあった場合はアウト。
- 1 - 3人目は最高5回答え（間違い、5回クリアで終了）、4人目は残りの数だけ答える（最高13問）。
- 1人1回ずつ順番に挑戦して、4人で合計13回正解すればクリア。

#### カミカミ!リョウカミ少年
キャッチフレーズは「プレッシャーワードステージ」。2008年6月22日登場。
- 予め順番を相談して、1人ずつ挑戦する。
- お題のフレーズを、噛まずに早口で5回連続で言う。噛まないで5回連続言うことができれば、次の人に交代。
- 噛んでしまった場合はアウト。お題を変えて再チャレンジ。
- 4回アウトになる前に、4人全員5回連続で早口言葉を言えられたらクリア。

#### ジャマもじスナイパー
キャッチフレーズは「プレッシャーワードステージ」。2008年7月6日登場。
- 表示された7つの文字を、予め決めた順番で1人1文字ずつ5秒以内に選んで、それを撃ち落す（消去する）。
- 最後に4番手が、残された3文字で言葉を作ることができればクリア。できなければノットクリア。

#### あるある3
キャッチフレーズは「ロンQ!チョイス」。前番組にもあり、その際のタイトルは「どれでも3」。
- 街頭で100人に3択のアンケートを実施。3つの選択肢の中で、最も多く選ばれたのはどれかを当てる。
- 最初に解答順を決めて、1人ずつクイズに答える。（コンビの場合は2人で一緒に答える）
- チームで相談しても良い。
- 正解すれば次の人に解答権が移動、不正解だった場合はその人が解答順の最後尾に回ってから、改めて挑戦。
- 4人連続正解できればクリア。3回失敗で終了。
  - 2005年6月19日・6月26日には1人1問ずつ挑戦し、4問中3問以上正解できればクリアというルール。

#### プープークネクネ
キャッチフレーズは「ロンQ!アクション」。前番組から引き続きのゲーム。
- お題のものを、1人は音で、1人はジェスチャーでそれぞれ伝え、残りの人が、何を表しているのか答える。
- 正解したら、お題を表現する側と解答側を交代して新たなお題を伝える。
- 問題のパスは何回でもできるが、お題を表現する人は交代できない。
- 3分以内に10問正解でクリア。

#### ウラも〜じ
キャッチフレーズは「ロンQ!カキカキ」。前番組から引き続きで、その際のタイトルは「ガラスの落書き」。
- 出題された言葉の文字を平仮名か片仮名（言葉と同時に指定）で、左右対称にガラスに書く。
- 制限時間は1問5秒。 1人でも間違えたらアウト。
- 5問中3問以上正解できればクリア。

#### カンだより
キャッチフレーズは「ロンQ!ファイナル」。第2期のみ登場。
- これまでに獲得したロン球の数だけ10個の缶の中から選ぶ。
- 1個だけある「金のロンQ坊や」の入った缶を引き当てればゲスト全員分の賞品を獲得。

#### 仲間はず〜れ〜
キャッチフレーズは「ロンQ!ジャッジ」。前番組では「瞬間ジャッジ 仲間はずれ」のタイトルで、レギュラー放送で登場していた。現番組では特番のみ登場。
- お題に沿った単語を1個ずつ読み上げていく。お題に関連のない単語が読み上げられたら、テーブルの上のオブジェをすばやく奪取。
- オブジェの数は挑戦者の人数よりも少ない。オブジェを取れなかった人は失格。
- お題に沿った単語であるにもかかわらず、オブジェを取ってしまった場合はお手つきで失格。
- 特番では徐々に人数を絞っていき、最後まで残ったキャプテンのいるチームの勝利。
- 謎の人物「クールガイ」との対決。ルールは同じで、オブジェは4本。4人全員がクールガイより先にオブジェを取ればクリアというルールだった。

## 番組キャラクター
第3期までは、「おもちゃ箱」のコンセプトの基、淳は隊長（おもちゃの兵隊風）、亮はネジ坊や（ぜんまいの人形・命名は淳）、菅谷はお手伝い（ピエロ・隊員風衣装（短期間）・青のスーツ）という設定だった。番組キャラクターは「ロンQ坊や」で、スタジオでは司会者席、淳の持つ差し棒などで登場していた。そのほか、様々な動物のCGキャラクターがスタジオセットなどに登場。
第2回特番・第4期以降は「プレッシャー」がコンセプトとなり、タイトルロゴやセットなどが大幅に変更。淳の衣装が赤のスーツ姿になり、亮は普通の格好になった。 菅谷は青のスーツのまま。2007年7月29日からは、亮も黄色のスーツで司会者になった。同時にイメージカラーも黄色になり（2007年8月26日からはスーツ・イメージカラーともに緑に変更）、番組キャラクターは「テンパるん」に変更。CGだけではなく、スタジオにも着ぐるみで登場する。ちなみに「テンパるん」の中身は桑折貴之（じゃぴょん）と公言されている。テンパるんは特番・2005年12月4日では「パニクるん」だったが、2005年12月11日のエンディングで淳が「テンパるん」と言い間違えたことから名前が変更された。

## ゲームキャラクター(敵キャラ)
ゲームコーナーの一部では、担当キャラクターが出題する。登場以前からあるものや敵キャラが設定されていないゲームでは、菅谷が出題していた。

### 敵キャラ
金成公信（ハローバイバイ）
「プープー星人の逆襲」で、プープー星人（王子）を担当。 部下には、ちびプーこと、プー子（巨勢晴香）とプー奈（中津川南美）がいる。
当初は王子も問題を読んでいたが、初回で問題を読み間違える等、滑舌の悪さが問題となり、問題を読まなくなった。
ゲーム開始前に「※しばらくお楽しみください」とテロップを出した上で、ちびプーとミニコントを行う。2008年6月頃より、コントのシメとして、視聴者から募集した「屁」・「プー」等が入ったギャグを発表するようになった。
当初は、王子の名前が「おなら田プー太郎」となっていたが、後に単に「王子」となった。
2007年3月4日初登場。また「アップアップハンド」にも、入江が不在の際に代理で出演していた。
大川知英（ニブンノゴ!）
「グー・チョキ・サンバ」でサンバ隊の隊長「サンバ哲郎」を担当。最初は付け髭、付け胸毛があった。オーディションで選出されたとのこと。たまに「ブラジリアンジョーク」を披露するが、カットされる事が多い。後ろには日本人と外国人のサンバ美女がいるが、自己紹介の時は日本古来の趣味を上げる。また、外国人サンバ美女にサンバ哲郎が「I LOVE YOU」と告白するが、決まって「NO」と断られるのがオチである。
2007年6月10日初登場。
出雲阿国
「だくだくパンパン♪」で、だくパン姉さん（子ども番組のおねえさん風）を担当。自虐ネタを展開し、解答者の見た目で変なあだ名を付け、間違えた罰ゲームとして無茶振りとも言える罰を宣告する（だくパン姉さんが考えた寒〜いギャグなど）。
2007年7月29日初登場。
林克治（カリカ）
「まん中大好き!まん中マン」で、まん中マンを担当。真ん中が全てで、ロンブーとの絡みは2人の真ん中を掻き分けて入る。「中」にまつわるなぞかけをする。炭ガスの被害を一番受けていたが、最近は屈んで避ける事を覚える。
2007年12月23日初登場。
しまぞう（キャベツ確認中）
「押忍!花の四文字応援団」で、応援団の団長「団長介」を担当。最初は鉢巻姿で男らしかったが、次からは鉢巻が無くなり、七三頭、辻元清美の物真似を織り交ぜる。部下には、ガッツ博人とファイト晶太がいる。
最初はガッツとファイトが問題を読み上げ、長介が解答者を指名していたが、次のゲームからは逆になる。
間違えた人に対して、ファイトがおちょくるが、おちょくりのパターンに乏しい。
特番『Gスタ!』の中で、新キャラクター役の公開オーディションを行い、そこから採用された異色のキャラクターである。
2008年4月6日初登場。
入江慎也（カラテカ）
「アップアップハンド」で、アップアップラッパーを担当。
2006年2月5日初登場。本当はそれ以前の放送予定だった、乙部綾子元ライブドア秘書らがゲストの回で初めて登場したが、ライブドアの不祥事によりその放送がお蔵入りになった。
中島愛子
「いぢわるイエス・ノー」で、いぢわるおばばを担当。
2007年8月26日初登場。

## スタッフ
- 構成：とちぼり元、鈴木工務店、鈴木しげき、高須浩平、ヒロハラノブヒコ、桝本壮志、さだ、西村隆志、竹嶋雄太、ゴージャス染谷、大熊智
- ディレクター：白野勝敏、安彦和弘、山崎勝、藤森和彦、渡邊正人
- 監修：チャーリー小林
- 演出：武石政人
- 総合演出：三觜雅人
- プロデューサー：納富隆治、金田有浩 / 中山憲明、木本公敏
- チーフプロデューサー：鈴木雅人（2008年7月6日 - 終了 、次番組の『笑点』のチーフプロデューサーも担当）、梅原幹（開始 - 2005年6月19日、2006年7月2日 - ）、菅賢治（2005年6月26日 - 2006年6月25日）
- 協力：NiTRO（旧日テレ映像センター）、日テレアート、スタジオヴェルト、ヘンドリックスほか
- 制作協力：吉本興業、IVSテレビ制作
- 制作著作：日本テレビ

## 放送局
レギュラー放送のネット局を記載。
| 放送対象地域   | 放送局             | 系列                                         | 放送日時                        | 備考                           |
| -------------- | ------------------ | -------------------------------------------- | ------------------------------- | ------------------------------ |
| 関東広域圏     | 日本テレビ         | 日本テレビ系列                               | 日曜 16:55 - 17:25              | 製作局                         |
| 宮城県         | ミヤギテレビ       | 日本テレビ系列                               | 日曜 16:55 - 17:25              | 同時ネット                     |
| 新潟県         | テレビ新潟         | 日本テレビ系列                               | 日曜 16:55 - 17:25              | 同時ネット                     |
| 長野県         | テレビ信州         | 日本テレビ系列                               | 日曜 16:55 - 17:25              | 同時ネット                     |
| 静岡県         | 静岡第一テレビ     | 日本テレビ系列                               | 日曜 16:55 - 17:25              | 同時ネット                     |
| 鳥取県・島根県 | 日本海テレビ       | 日本テレビ系列                               | 日曜 16:55 - 17:25              | 同時ネット                     |
| 香川県・岡山県 | 西日本放送         | 日本テレビ系列                               | 日曜 16:55 - 17:25              | 同時ネット                     |
| 長崎県         | 長崎国際テレビ     | 日本テレビ系列                               | 日曜 16:55 - 17:25              | 同時ネット                     |
| 鹿児島県       | 鹿児島読売テレビ   | 日本テレビ系列                               | 日曜 16:55 - 17:25              | 同時ネット                     |
| 石川県         | テレビ金沢         | 日本テレビ系列                               | 火曜 01:26 - 01:58 （月曜深夜） |                                |
| 山口県         | 山口放送           | 日本テレビ系列                               | 木曜 00:59 - 01:29 （水曜深夜） |                                |
| 中京広域圏     | 中京テレビ         | 日本テレビ系列                               | 日曜 00:55 - 01:25 （土曜深夜） |                                |
| 福岡県         | 福岡放送           | 日本テレビ系列                               | 日曜 10:55 - 11:25              | [ 2 ]                          |
| 秋田県         | 秋田放送           | 日本テレビ系列                               | 不定期放送                      | [ 3 ]                          |
| 広島県         | 広島テレビ         | 日本テレビ系列                               | 不定期放送                      |                                |
| 熊本県         | くまもと県民テレビ | 日本テレビ系列                               | 不定期放送                      | 同時ネットから不定期放送へ移行 |
| 大分県         | テレビ大分         | 日本テレビ系列 フジテレビ系列                | 不定期放送                      |                                |
| 宮崎県         | テレビ宮崎         | 日本テレビ系列 フジテレビ系列 テレビ朝日系列 | 不定期放送                      |                                |

## ゲームソフト
2008年8月にフロム・ソフトウェアより、本番組をモチーフとしたゲームソフト『ロンQ!ハイランド in DS プープー星人現る!!出ケツ大サービス!おならの祭典SP』がニンテンドーDSで発売された。
内容は、プレイヤーがゲストになって番組を体感できる「番組モード」、番組に登場したゲームが遊べる「フリーモード」、主人公（ぼく＝プレイヤー）が淳やテンパるんに協力し、キャラクター軍団と対決しながら、東京都内を逃げ回るプープー星人を追いかける「ストーリモード」、ゲームを選択し、成績に応じて階級が決まる「Q!位にんていモード」などがある。